# Alessandrismo Nacional Independiente
Alessandrismo Nacional Independiente (ANI) fue un movimiento político chileno, opositor a la dictadura militar, que agrupaba a expartidarios del fallecido presidente de la República Jorge Alessandri Rodríguez.

## Historia
Fue fundado en febrero de 1987 y su líder fue Celso Poblete. Sus integrantes adherían a la figura y pensamiento de Alessandri Rodríguez, así como también, sus propuestas, en materia constitucional, mientras presidió el Consejo de Estado, que estudió el Anteproyecto de Constitución Política de la República redactado por la Comisión de Estudios de la Nueva Constitución.
El movimiento ANI rechazó la Constitución de 1980 y llamó a votar «No» en el plebiscito de 1988, aunque no formó parte de la Concertación de Partidos por el No. No obstante lo anterior, en el plebiscito de las reformas constitucionales de 1989 el PJ apoyó la opción «Rechazo», formando junto al Partido Socialista Chileno y el Partido de los Jubilados el «Frente Amplio de Rechazo». La agrupación no tuvo mayor notoriedad en la vida política chilena de esos años y posteriormente desapareció.